# Kathedrale des Heiligen Geistes (Istanbul)

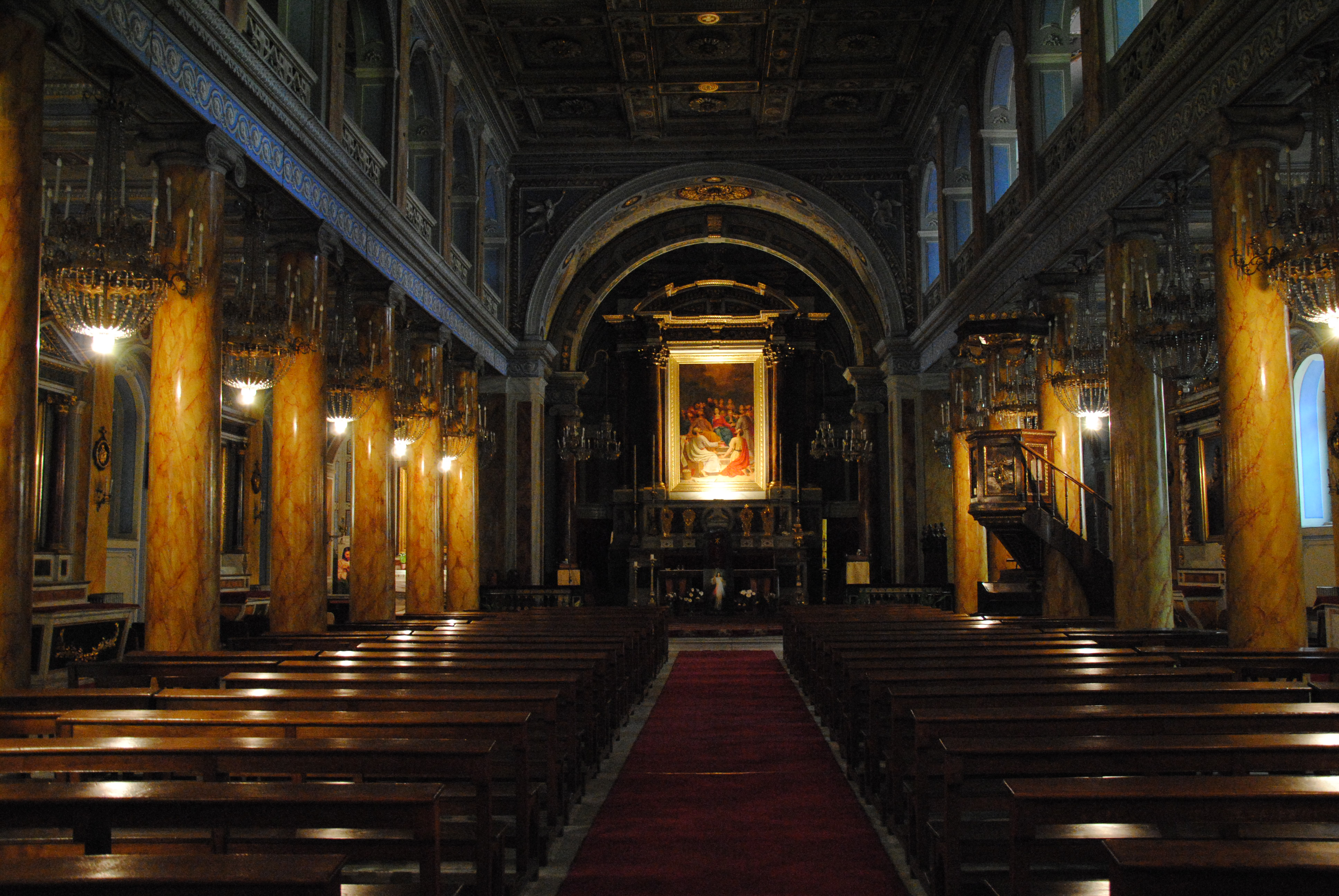
Heilig-Geist-Kathedrale, Innenraum

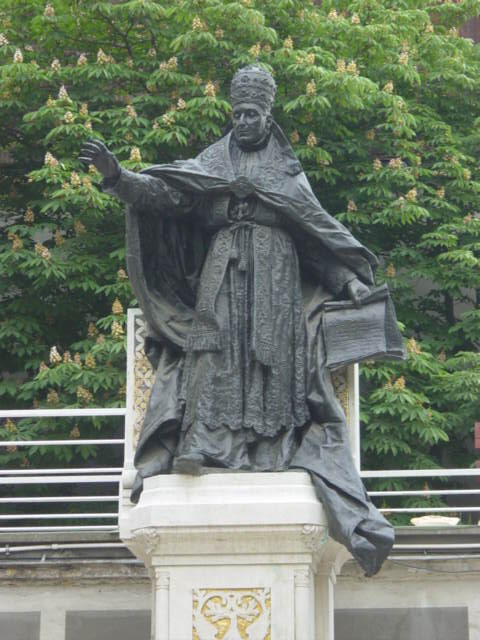
Statue von Papst Benedikt XV. im Innenhof der Kirche

Die Kathedrale des Heiligen Geistes (italienisch Cattedrale di Santo Spirito oder Cattedrale dello Spirito Santo, türkisch Saint Esprit Kilisesi) in der Cumhuriyet Caddesi 127/B des Viertels Elmadağ im Bezirk Şişli, im Unterbezirk Harbiye, zwischen dem Taksim-Platz und Nişantaşı, ist eine der katholischen Hauptkirchen in Istanbul. Die Kirche ist Sitz des Apostolischen Vikariats Istanbul. Sie ist die zweitgrößte römisch-katholische Kirche in der Stadt nach der Basilika des Hl. Antonius von Padua an der İstiklâl Caddesi in Beyoğlu.
Die Heilig-Geist-Kathedrale wurde 1846 unter der Leitung des Tessiner Architekten Giuseppe Fossati und seines Kollegen Julien Hillereau erbaut. Sie ist eine neobarocke dreischiffige Basilika mit Marmorsäulen und Kassettendecken nach dem Vorbild römischer Kirchen wie Santa Maria in Aracoeli oder Sankt Paul vor den Mauern.
Die Kathedrale wurde von mehreren Päpsten während ihrer Türkeiaufenthalte besucht, darunter von Paul VI., Johannes Paul II. und Benedikt XVI. Pius X. verlieh ihr 1909 den Rang einer Basilica minor. Angelo Giuseppe Roncalli, der spätere Papst Johannes XXIII., amtierte hier 1935–1944 als Apostolischer Vikar.
Eine Statue des Papstes Benedikt XV. steht im Innenhof der Kirche. Giuseppe Donizetti (Donizetti Pascha), ein Musiker am Hof des osmanischen Sultans Mahmud II., liegt in der Krypta der Kirche begraben.
Das Caritas-Zentrum der St. Esprit-Kathedrale wird seit Jahren täglich für die Flüchtlingsarbeit des in der Nähe liegenden Konvents der Salesianer Don Boscos genutzt.